# Servin
Servin é uma comuna francesa na região administrativa de Borgonha-Franco-Condado, no departamento de Doubs. Estende-se por uma área de 10,03 km². Em 2010 a comuna tinha 210 habitantes (densidade: 20,9 hab./km²).